# Wassil Schandarow
Wassil Schandarow (bulgarisch Васил Шандаров; englisch Vasil Shandarov; * 14. Juli 1991 in Sofia) ist ein bulgarischer Tennisspieler.

## Karriere
Radoslaw Schandarow hat 2008 sein erstes Profiturnier auf der ITF Future Tour gespielt. Dann spielte er kaum noch Turniere, bis er zwischen 2013 und 2017 einige Futures mit seinem jüngeren Bruder Radoslaw (* 1996) spielte. Dabei konnten sie lediglich zwei Matches gewinnen. Anders als sein Bruder spielte Wassil 2014 und 2015 auch einige Matches im Einzel, konnte hier aber auch nie mehr als ein Match gewinnen. Seit Ende 2015 trat er zunächst zu keinem weiteren Turnier im Einzel an.
Im Februar 2018 bekam er mit seinem Bruder einen Platz beim ATP-World-Tour-Turnier in Sofia in der Doppelkonkurrenz. Sie sind dabei kurzfristig als Ersatz für eine andere Paarung nachgerückt (Alternates) und verloren deutlich in der ersten Runde in zwei Sätzen gegen Maximilian Marterer und João Sousa. In der Weltrangliste stand er dank eines Future-Halbfinals im Doppel Ende 2017 auf Rang 1445, im Einzel war er im Jahr 2015 einmal auf Rang 1603.